# 张宗海
张宗海（1950年3月—），重庆江津人，曾任重庆市委常委兼宣传部长，副省级干部，在澳门葡京赌场与张小川挪用公款输掉1亿人民币。后因受贿300万被双开。